# Валь-Мюштайр
Валь-Мюштайр или Валь-Мюстаир (романш. Val Müstair) — горная долина на юго-востоке Швейцарии и одноимённая коммуна в регионе Энджиадина-Басса/Валь-Мюштайр в кантоне Граубюнден.

## География
Коммуна Ван-Мюштаир (романш. Val Müstair, нем. Münsteral, итал. Val Monastero; Монастырская долина) расположена в одноимённой горной долине в Швейцарских Альпах. Долина расположена между перевалом Офен (2420 м) с севера и итальянской провинцией Южный Тироль вместе с группой долин Финшгау с юга. По низовью долины протекает река Ром.
В долине расположено шесть основных населённых пунктов: Чирф, Фульдера, Валькава, Лю, Мюштайр и Санта-Мария-Валь-Мюштайр. Исторически, каждый из этих населённых пунктов образовывал отдельную коммуну, однако в 2009 году эти шесть коммун были объединены в нынешную Валь-Муштайр. На сегодняшний день, коммуна Валь-Муштайр включает в себя большую часть одноимённой долины, за исключением деревне Тубре, расположенной с итальянской стороны

## Население
Население всех шести деревень составляло 1605 человек в 2000 году и 1423 человек в 2020 году. Согласно переписи 2000 года, примерно три четверти всех жителей долины разговаривали на романшском, и четверть – на немецком, притом что численность немецкоязычного населения стабильно увеличивалась в последние годы; основными центрами проживания немецкоязычного меньшинства были Мюштайр и Санта-Мария-Валь-Мюштайр.

## Туризм
Главная достопримечательность Валь-Мюштайра – основанный Карлом Великим Бенедиктинский монастырь Святого Иоанна, объект всемирного наследия ЮНЕСКО, в честь которого долина и получила своё название. В 2009 году в долине открылась общественная обсерватория «Alpine Astrovillage Lü-Stailas». Обсерватория оснащена роботизированными телескопами для прямых наблюдений за небом и астрофотографии. Помимо этих достопримечательностей, в Валь-Мюштайре есть несколько троп для походных и небольшой лыжный курорт в Чирфе. В долине несколько раз проводились соревнования в рамках Тур де Ски.